# Barbara Kingsolver
Barbara Kingsolver (n. 8 aprilie 1955, Annapolis, Maryland, SUA) este o scriitoare, eseistă și poetă americană, câștigătoare a premiului Pulitzer. Și-a petrecut copilăria în zona rurală din Kentucky și o scurtă perioadă în Congo. Kingsolver a obținut diplome în biologie la Universitatea DePauw și la Universitatea din Arizona și a lucrat ca autoare independentă înainte de a începe să scrie romane. Printre lucrările ei se numără The Poisonwood Bible, povestea unei familii de misionari din Congo, și Animal, Vegetable, Miracle, o relatare non-ficțiune a demersului familiei ei de a consuma numai alimente produse local.
Opera ei se concentrează adesea pe subiecte precum justiția socială, biodiversitatea și interacțiunea dintre oameni și comunitățile și mediile lor. Toate cărțile pe care le-a publicat începând cu 1993 s-au aflat pe lista New York Times Best Seller. Kingsolver a primit numeroase premii, inclusiv Premiul Literar pentru Pace Dayton Richard C. Holbrooke Distinguished Achievement Award 2011, Orange Prize pentru Ficțiune 2010 din Marea Britanie, pentru The Lacuna și National Humanities Medal. A fost nominalizată la Premiul PEN/Faulkner și la Premiul Pulitzer. În 2023, a primit premiul Pulitzer pentru ficțiune pentru Demon Copperhead.
În 2000, Kingsolver a înființat Premiul Bellwether pentru a sprijini „literatura schimbării sociale”.

## Date biografice
Barbara Kingsolver s-a născut în Annapolis, Maryland, în 1955 și a copilărit în Carlisle, Kentucky. Când avea șapte ani, tatăl ei, medic, a decis să se mute cu toții în Léopoldville, Congo (acum Kinshasa, Republica Democrată Congo). Părinții ei lucrau într-o unitate de sănătate publică și trăiau fără electricitate sau apă curentă.
După ce a absolvit liceul, Kingsolver și-a continuat studiile la Universitatea DePauw din Greencastle, Indiana, unde a beneficiat de o bursă pentru a studia pianul clasic. Ulterior și-a schimbat specializarea în biologie. În timpul anilor de facultate s-a implicat în activismul studențesc și a luat parte la proteste împotriva războiului din Vietnam. A absolvit în 1977, cu lucrarea de licență în domeniul științelor și s-a mutat în Franța timp de un an înainte de a se stabili în Tucson, Arizona, unde a trăit mare parte din următoarele două decenii. În 1980, s-a înscris la școala postuniversitară la Universitatea din Arizona, unde a obținut o diplomă de master în ecologie și biologie evolutivă.
Kingsolver și-a început cariera de scriitor cu normă întreagă la mijlocul anilor 1980, ca scriitoare științifică pentru universitate, ceea ce a condus în cele din urmă la scrierea de articole independente, inclusiv multe povestiri pentru săptămânalul alternativ local, Tucson Weekly. După ce a câștigat un concurs de povestiri într-un ziar local din Phoenix, a început să scrie opere de ficțiune. În 1985, s-a căsătorit cu Joseph Hoffmann, iar în 1987 s-a născut fiica lor Camille.
S-a mutat împreună cu fiica ei la Tenerife, în Insulele Canare, timp de un an, în timpul primului război din Golf, în mare parte din cauza frustrării legate de implicarea militară a Americii. După ce s-a întors în SUA în 1992, s-a despărțit de soțul ei.
În 1994 a primit un doctorat onorific în litere de la Universitatea DePauw. În același an, s-a căsătorit cu Steven Hopp, un ornitolog, iar fiica lor, Lily, s-a născut în 1996. În 2004, Kingsolver s-a mutat cu familia ei la o fermă din Washington County, Virginia. În 2008, Universitatea Duke i-a acordat un doctorat onorific în litere, prilej cu care a ținut un discurs intitulat „Cum să fii plin de speranță”.
La sfârșitul anilor 1990 a fost membru fondator al Rock Bottom Remainders, o trupă rock and roll formată din scriitori consacrați. Printre alți membri ai trupei s-au numărat Amy Tan, Matt Groening, Dave Barry și Stephen King și au dat reprezentații timp de o săptămână în acel an. Kingsolver cânta la pian electric, dar nu mai este un membru activ al trupei.
Barbara și familia ei au petrecut un an, începând din aprilie 2015, în care au mâncat, pe cât posibil, numai alimente produse local. Și-au cultivat propria hrană la ferma lor din Virginia, iar restul alimentelor le-au obținut de la vecini și alți fermieri locali. Kingsolver, soțul ei și fiica mai mare au relatat experiențele lor din acel an în cartea Animal, Vegetable, Miracle. Cu mici excepții privind ingredientele de bază care nu erau disponibile la nivel local, precum cafeaua și uleiul de măsline, ei au cultivat legume, au crescut animale, au făcut brânză și au recoltat o mare parte din producție.

## Activitate literară
Primul ei roman, The Bean Trees, a fost publicat în 1988. Este povestea unei tinere care pleacă din Kentucky spre Arizona și pe drum adoptă un copil abandonat; a scris-o când era însărcinată cu primul ei copil, în nopțile în care se lupta cu episoade de insomnie. Următoarea sa operă de ficțiune, publicată în 1990, a fost Homeland and Other Stories, o colecție de povestiri care explorează diverse teme, de la evoluția ținuturilor culturale și ancestrale până la problemele căsniciei.
Romanul Animal Dreams a fost publicat și în 1990, urmat de Pigs in Heaven, continuarea romanului The Bean Trees, în 1993. The Poisonwood Bible, publicat în 1998, este una dintre cele mai cunoscute lucrări ale ei; relatează viața soției și fiicelor unui misionar baptist aflat într-o misiune creștină în Africa. Deși decorul romanului este oarecum asemănător cu propria copilărie a lui Kingsolver în Congo, romanul nu este autobiografic.
Următorul ei roman, publicat în 2000, a fost Prodigal Summer, cu acțiunea plasată în sudul Appalachiei. The Lacuna a fost publicat în 2009, iar Flight Behavior în 2012. Acesta abordează teme legate de natură și mediul înconjurător și evidențiază efectele potențiale ale încălzirii globale asupra fluturelui monarh. Unsheltered a fost publicat în 2018 și urmărește destinul a două familii din Vineland, New Jersey, prima din anii 1800 și a doua după uraganul Sandy din 2012. Cea mai recentă carte a ei, publicată în 2022, este Demon Copperhead, o repovestire modernă a lui David Copperfield.
Kingsolver a publicat, de asemenea, poezii și eseuri. Două dintre colecțiile ei de eseuri, High Tide in Tucson (1995) și Small Wonder (2003) au primit recenzii favorabile, iar în 1998 a fost publicată o antologie de poezii cu titlul Another America. Eseul ei „Where to Begin” apare în antologia Knitting Yarns: Writers on Knitting (2013), publicată de editura americană W.W. Norton & Company. Poezia ei în proză a însoțit fotografiile lui Annie Griffiths Belt într-o lucrare a acesteia din 2002, intitulată Last Stand: America's Virgin Lands.
Principalele sale creații non-ficțiune sunt lucrarea din 1990 Holding the Line: Women in the Great Arizona Mine Strike of 1983 și Animal, Vegetable, Miracle din 2007. De asemenea, a scris ca jurnalist științific în publicații periodice precum Economic Botany, pe teme precum plantele deșertului și resursele biologice.

## Teme
Kingsolver a scris romane atât în stilul narațiunii la persoana întâi, cât și al narațiunii la persoana a treia, și folosește frecvent narațiuni care se suprapun.
Subiectele predilecte sunt despre locuri și situații cu care este familiarizată; multe dintre poveștile ei pornesc din locuri în care a trăit, cum ar fi Africa Centrală și Arizona. Ea a afirmat cu tărie că romanele ei nu sunt autobiografice, deși există adesea puncte comune între viața și opera ei. Lucrările sale sunt preponderent idealiste, iar stilul ei de a scrie a fost catalogat drept o formă de activism.
Personajele ei sunt frecvent orientate spre luptele pentru egalitate socială, cum ar fi greutățile cu care se confruntă imigranții fără acte, muncitorii săraci și mamele singure. Alte teme comune în cărțile ei sunt echilibrarea individualismului cu dorința de a trăi într-o comunitate și interacțiunea și conflictul dintre oameni și ecosistemele în care trăiesc. S-a spus despre scrierile ei că transformă evenimentele istorice, cum ar fi luptele din Congo pentru independență, în subiecte interesante și captivante pentru cititorul obișnuit.

## Premiul Bellwether
În 2000 Kingsolver a înființat Premiul Bellwether pentru ficțiune. În limba engleză, termenul bellwether desemnează un curent nou, un trend inovator. Acest premiu literar este destinat să sprijine scriitorii ale căror lucrări nepublicate susțin o schimbare socială pozitivă. Premiul Bellwether este acordat în ani cu număr par și include o publicare semnificativă garantată și un premiu în numerar de 25.000 USD, finanțat integral de Kingsolver. Ea a declarat că a vrut să creeze un premiu literar pentru a „încuraja scriitorii, editorii și cititorii să ia în considerare modul în care ficțiunea implică viziuni despre schimbarea socială și justiția umană”. În mai 2011, Centrul PEN America a anunțat că va prelua administrarea premiului, care va fi cunoscut sub numele de Premiul PEN/Bellwether pentru autorii de opere de ficțiune cu implicație socială.

## Distincții și premii
Kingsolver a primit o serie de premii și onoruri. În 2000, i s-a acordat Medalia Națională de Științe Umaniste de către președintele american Bill Clinton. Bestsellerul ei din 1998, The Poisonwood Bible, a câștigat Premiul Național pentru Carte din Africa de Sud și a fost selectat atât pentru Premiul Pulitzer, cât și pentru Premiul PEN/Faulkner. Cele mai notabile premii ale ei includ Premiul James Beard, Los Angeles Times Book Prize, Premiul EcoFiction Edward Abbey, Premiul Național Physicians for Social Responsibility și Premiul Arizona Civil Liberties Union. Romanul The Lacuna i-a adus în 2010 Premiul Orange pentru ficțiune. Toate cărțile pe care le-a scris, începând cu Pigs in Heaven din 1993, s-au aflat pe lista bestseller New York Times, iar romanul The Poisonwood Bible face parte din selecția Oprah's Book Club.
În 2011 a primit Premiul Dayton Richard C. Holbrooke Distinguished Achievement Award. Kingsolver este primul beneficiar al acestui nou fondat premiu, care îl celebrează pe diplomatul american cu un rol esențial în negocierea Acordurilor de pace de la Dayton din 1995. În 2014, ea a fost distinsă cu Lifetime Achievement Award acordat de Biblioteca din Virginia. Premiul recunoaște contribuțiile remarcabile și de lungă durată în literatură ale unui cetățean din Virginia. În 2018, Biblioteca din Virginia a desemnat-o una dintre femeile din istoria statului Virginia.
În 2023 romanul Demon Copperhead a primit Premiul Pulitzer pentru ficțiune, alături de Trust al lui Hernan Diaz; a fost prima dată în istoria premiului când a fost acordat la două persoane.

## Controverse
Barbara Kingsolver a fost criticată pentru afirmațiile ei din Los Angeles Times, cu privire la bombardamentele americane asupra Afganistanului în urma atentatelor din 11 septembrie 2001. Ea a acuzat autoritățile că pasează vina de la unul la altul și uită că în toate aceste lupte sunt oameni nevinovați care suferă de ambele părți. Reacțiile stârnite de aceste declarații nu i-au fost favorabile, ba chiar a fost numită „trădătoare”, însă autoarea le-a combătut.

## Opere

### Ficțiune
- The Bean Trees, 1988, prima ediție din Marea Britanie 1989, ediție limitată (200 de exemplare) 1992
- Homeland and Other Stories, 1989
- Animal Dreams, 1990
- Pigs in Heaven, 1993
- The Poisonwood Bible, 1998
- Prodigal Summer, 2000
- The Lacuna, 2009
- Flight Behavior, 2012
- Unsheltered, 2018
- Demon Copperhead, 2022

### Eseuri
- High Tide in Tucson: Essays from Now or Never, 1995, de asemenea: Ediție limitată (150) 1995
- Small Wonder: Essays, 2002

### Poezie
- Another America, 1992
- How to Fly (In Ten Thousand Easy Lessons), 2020

### Non-ficțiune
- Holding the Line: Women in the Great Arizona Mine Strike of 1983, 1989
- Last Stand: America's Virgin Lands, 2002 (în colaborare cu fotograful Annie Griffiths Belt)
- Animal, Vegetable, Miracle: A Year of Food Life, 2007 (în colaborare cu Steven L. Hopp și Camille Kingsolver)